# هاري تايلور (لاعب كرة قاعدة)
هاري تايلور (بالإنجليزية: Harry Taylor) هو لاعب كرة قاعدة أمريكي، ولد في 20 مايو 1919 في East Glenn, Indiana ‏ في الولايات المتحدة، وتوفي في 5 نوفمبر 2000 في تير هوت في الولايات المتحدة.

## وصلات خارجية
- هاري تايلور على موقع دوري كرة القاعدة الرئيسي (الإنجليزية)
- هاري تايلور على موقعبيزبول رفرنس.كوم (الدوري الرئيسي) (الإنجليزية)
- هاري تايلور على موقعبيزبول رفرنس.كوم (الدوري الثانوي) (الإنجليزية)
- هاري تايلور على موقع جمعية أبحاث البيسبول الأمريكية (الإنجليزية)